# شب بزرگ (فیلم ۱۹۷۴)
شب بزرگ (ایتالیایی: La nottata) یک فیلم کمدی سکسی سبک ایتالیایی به کارگردانی تونینو چروی است که در سال ۱۹۷۴ منتشر شد.

## گزیدهٔ بازیگران
- سارا اسپراتی
- سوزانا یاویکولی
- جانکارلو پرته
- جورجو آلبرتاتسی
- مرتین بروشار
- کلاودیو کاسینلی
- جولیانا کالاندرا
- الیسا مایناردی
- رائول کاسادئی